# Ilūkste
Ilūkste es una ciudad en el sureste de Letonia y el centro de la municipalidad de Ilūkste.

## Historia
La primera referencia histórica de Ilūkste data de 1559, mencionándola como parte de los terrenos del Conde Kasper Sieberg.  
En 1795 gracias a su localización estratégica en el cruce entre Lituania, Bielorrusia y Daugavpils Ilūkste se convirtió en una importante ciudad comercial y centro regional, con 50 iglesias, 15 escuelas y 150 tabernas. Durante la Primera Guerra Mundial Ilūkste se encontraba en primera línea de combate y al término de la misma la ciudad había sido devastada. En 1917 recibió los derechos de ciudad. 
Tras la ocupación soviética algunas industrias se trasladaron desde Daugavpils a Ilūkste.[cita requerida]